# Mario Milano (historietista)
Mario Milano (Foggia, Italia, 8 de septiembre de 1969) es un ilustrador y dibujante de cómic italiano.

## Biografía
Estudió escenografía en la Academia de Bellas Artes de su ciudad. Tras el diploma alternó la actividad de escenógrafo con la de historietista. Su debut profesional se produjo en 1994, cuando realizó una historia de Zona X de la editorial Bonelli. A partir de 1999, trabajó para la historieta policíaca Nick Raider.
Luego pasó a dibujar los cómics del Oeste Viento Mágico y Tex. En 2007 empezó a trabajar para el mercado francés, dibujando Touna-Mara de Humanoides Asociados, con textos de Patrick Galliano. Además de historietas, Milano también se dedica a la ilustración y a la aerografía.